# Geum macranthum
Geum macranthum är en rosväxtart som först beskrevs av Thomas Henry Kearney och Per Axel Rydberg, och fick sitt nu gällande namn av B. Boiv.. Geum macranthum ingår i släktet nejlikrotsläktet, och familjen rosväxter. Inga underarter finns listade i Catalogue of Life.